# Arachniodes quadripinnata
Arachniodes quadripinnata là một loài dương xỉ trong họ Dryopteridaceae. Loài này được Seriz. mô tả khoa học đầu tiên năm 1986.